# AIBECK
AIBECK（アイベック）は、日本の女性アイドルグループ。所属事務所及びレーベルはCOMRIZED。

## 概要
テーマは「アイドルの逆襲」（IDOL COUNTER ATTACK）。2017年、某アイドルグループのオーディション最終選考で落選した「負けず嫌い」のメンバーで結成された。

## 略歴
2017年
4月、DREAMING MONSTER第3期新メンバーオーディション落選者の中から選抜された立花、塩藤、星乃、佐乃、アンズ、佐々木、スギムラの7名で結成された。
5月、スギムラ・佐々木の脱退、ニーナの加入により6人組となる。グループ名がAIBECKであることを発表。
6月26日、代々木ミューズでお披露目単独ライブ『そうだ、LIVE行こう』を開催。ステージデビュー。
12月21日、新宿・Zirco Tokyoでワンマンライブ『アイドルの逆襲』を開催。アルバム『IDOL COUNTER ATTACK』を会場限定で発売。
2018年
1月8日、渋谷nostyleでの『佐乃茉莉 脱退ラスト公演』をもって佐乃が脱退。5人組となる。
4月5日、渋谷・Club Asiaで2ndワンマンライブ『限界突破の無限OSE!!』を開催。1stシングル「Wake Up」を発売。
12月24日、新宿・ZircoTokyoでの『立花まこ卒業生誕祭』をもって立花が卒業。4人組となる。
12月29日、名古屋・大須RADHALLでの3rdワンマンライブ『Repaint history in NAGOYA』でランとナナキが加入。6人組となる。
2019年
6月7日、メンバーに重大な規約違反があったとして以降のライブは塩藤と星乃の2名での出演となる。
8月10日、双方の弁護士を挟んだ協議のあと、アンズ及びニーナが弁護士を解任して話し合った結果、この2名との和解が成立。正式に2人組となる。
2019年
8月21日、TSUTAYA O-WESTで4thワンマンライブ『誓え 君を連れて行くと -Special Collaboration-』を開催。

### 新体制へ
2020年
12月15日に目黒鹿鳴館で開催された『AIBECK 〜1st Counter Attack〜』で正式にとなりの、大神、姫野、ひなた、ビリーが加入。後にビリーが辞退し6人組となる。

## メンバー
| 名前                           | 担当色   | 誕生日   | 出身地 | 身長  |
| ------------------------------ | -------- | -------- | ------ | ----- |
| 塩藤さやの えんどう さやの     | 黄色     | 6月24日  | 福岡県 | 165cm |
| となりのアイル となりの アイル | 紫       | 10月24日 | 福岡県 | 155cm |
| 大神のん おおかみ のん         | オレンジ | 4月18日  | 静岡県 | 159cm |
| 姫野たま子 ひめの たまこ       | 白       | 8月11日  | 東京都 | 166cm |
| ひなたゆか ひなた ゆか         | 赤       | 11月18日 | 東京都 | 158cm |

### 旧メンバー
| 名前                                        | 誕生日   | 身長    | 脱退       | 備考                                      |
| ------------------------------------------- | -------- | ------- | ---------- | ----------------------------------------- |
| 佐乃茉莉 さの まり                          | 10月27日 | 144.5cm | 2018年1月  |                                           |
| 立花まこ たちばな まこ                      | 12月24日 | 162cm   | 2018年12月 | リーダー                                  |
| ニーナ・ショコラ ニーナ ショコラ            | 1月10日  | 143cm   | 2019年8月  | YAグラ姫2019ファイナリスト 後にFariaClown |
| アンズ卍100% アンズ まんじ ひゃくぱーせんと | 9月16日  | 160cm   | 2019年8月  | 後に8bitbrain                             |
| ラン・マオ ラン マオ                        | 11月12日 | 160cm   | 2019年8月  | 後にMANACLE                               |
| ナナキ・ナコ ナナキ ナコ                    | 8月19日  | 164cm   | 2019年8月  |                                           |
| 星乃さゆみ せいの さゆみ                    | 6月2日   | 164cm   | 2024年4月  | 青担当、山形県出身                        |

## 作品
オリコン、TOWER RECORDS ONLINEによる、AIBECK OFFICIAL STOREによる。

### CDシングル
1. Wake Up（2018年4月5日）
2. FLASH BACK（2018年5月10日）
3. CHEKILLER（2018年6月12日）
4. SUPER NOVA（2018年7月4日）
5. HELLO（2018年9月17日）
6. 愛空-AISola-（2018年10月28日）

### 配信シングル
1. STAY GOLD（2021年1月1日）
2. ShowCase（2021年1月26日）
3. AISola（2021年2月7日）
4. 君空色（2021年2月14日）
5. Anthem（2021年2月22日）
6. OSE!!（2021年3月9日）
7. CHEKILLER（2021年3月16日）
8. NEXT STEP（2021年3月23日）
9. HELLO（2021年3月30日）
10. Super Nova（2021年4月6日）
11. ハレルヤ（2021年4月13日）
12. FLASH BACK（2021年4月20日）
13. Wake Up（2021年5月1日）
14. LAKE MAD GO（2021年5月15日）
15. PERFECT VISION（2021年6月1日）
16. ITO（2021年8月1日）
17. STEPPER（2021年12月19日）
18. 愛恋色（2022年3月14日）
19. OLEOLEO（2022年7月23日）
20. WANTED（2022年10月9日）
21. Hi-HO（2022年10月18日）

### CDアルバム
1. IDOL COUNTER ATTACK（2017年12月21日）

### 映像作品
1. IDOL COUNTER ATTACK（2018年4月5日）[7]

### 参加作品
- 生誕祭（2023年2月14日） - COMRIZED(LEIWAN/AIBECK/EMPATHY)

## ライブ
主なもの
- 新体制お披露目ライブ『Debut LIVE 1st Counter Attack』（2020年12月15日、目黒鹿鳴館）